# Mariage homosexuel en Belgique

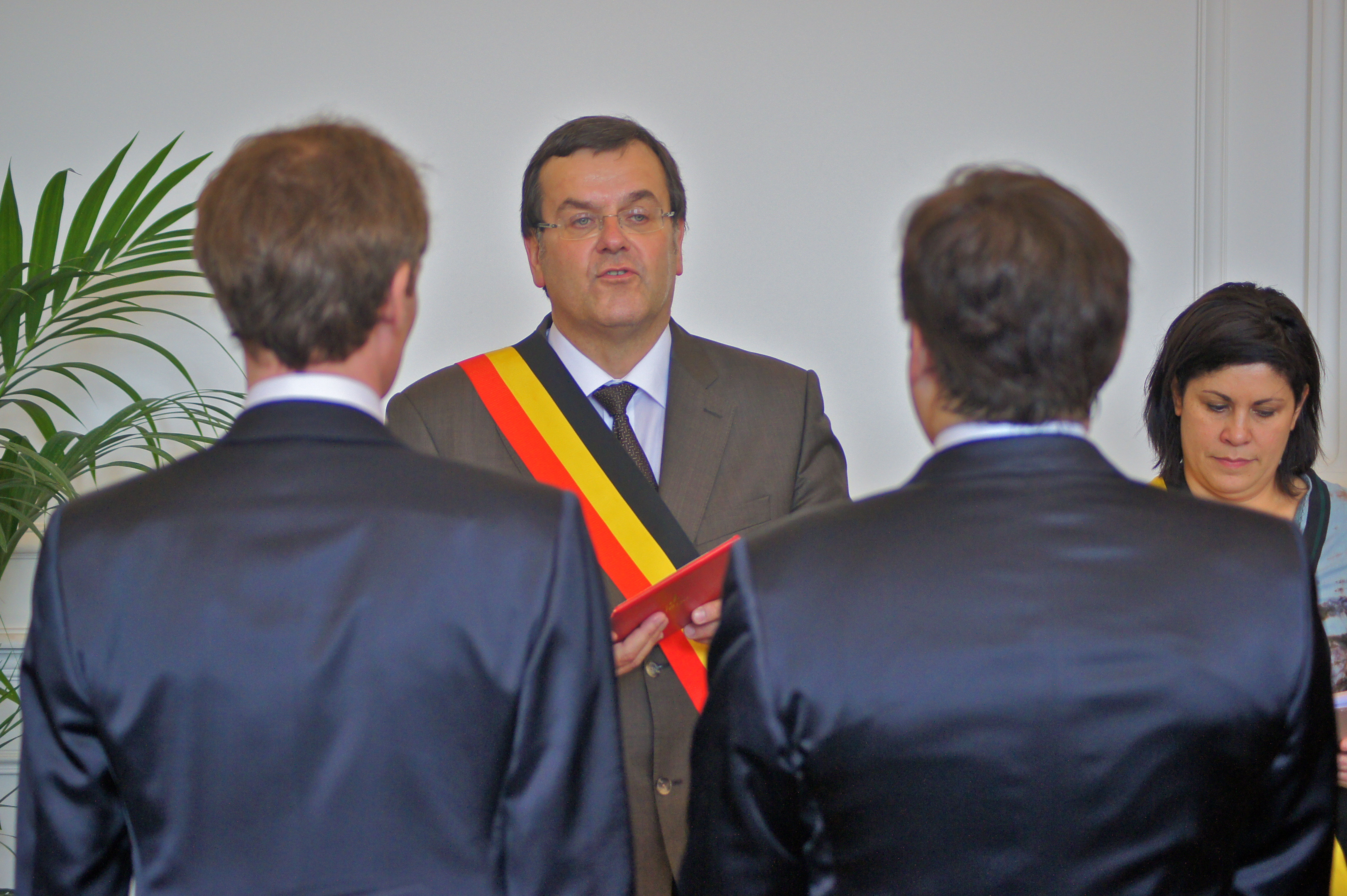
Willy Demeyer, bourgmestre de Liège, officiant lors d’un mariage gay (2013).

Le 30 janvier 2003, la Chambre des représentants belge adopte la « proposition de loi ouvrant le mariage à des personnes de même sexe »,. La « cohabitation légale », incluant les unions de personnes de même sexe avait été instaurée le 1er janvier 2000.
La Belgique devient alors le deuxième pays au monde (après les Pays-Bas) à reconnaitre le mariage homosexuel, avec certaines restrictions concernant la filiation (abrogées par la loi du 1er décembre 2005). Le mariage avec un étranger ou entre étrangers de même sexe n’est d’abord autorisé que si le pays d’origine permet ces unions. Une circulaire ministérielle du 24 janvier 2004 étend la portée de la loi à tous les couples, quelle que soit la législation du pays d’origine, à condition que l’un des époux ait vécu au moins trois mois sur le territoire belge.
Aujourd’hui les couples de même sexe peuvent se marier et adopter légalement en Belgique.

## Historique

### Cohabitation légale
Vers la fin des années 1990, les organisations défendant les droits des homosexuels en Belgique revendiquent la légalisation du mariage pour les couples de même sexe.
En 1995, une proposition de loi est introduite à la Chambre des représentants afin d’établir un cadre légal pour les « contrats de cohabitation ». Il s’agissait essentiellement d’une réponse au déclin du nombre de mariage plutôt qu’établir des droits pour des couples de même sexe. En 1998, la proposition de loi évolue vers le statut de «cohabitation légale» et est finalement votée le 23 novembre. Le dispositif juridique prévoit que deux personnes peuvent se faire reconnaître comme cohabitants légaux, pour autant qu’elles soient majeures et ne soient pas liées par le mariage ou par une autre cohabitation légale. La loi ne prévoit pas de condition de différence de sexe (genre) ou d’absence de lien de parenté. La cohabitation légale est donc accessible, par exemple, à un couple homosexuel, un couple hétérosexuel non marié, à une fratrie (frère et sœur, deux frères ou sœurs), à un couple ascendant-descendant (parent ou grand-parent avec enfant ou petit-enfant majeur).

### Contexte politique
À la suite des élections belges du 13 juin 1999, le libéral flamand Guy Verhofstadt forme un gouvernement appelé « arc-en-ciel ». De même qu’aux Pays-Bas, cette coalition met fin à la longue domination des chrétiens-démocrates et l’accord de gouvernement prévoit la mise en place d’un cadre légal d’union pour les couples de même sexe ainsi que l’application immédiate de la loi du 23 novembre 1998. Un arrêté royal signé le 14 décembre et publié le 23 décembre 1999 rend effective la loi sur la cohabitation légale le 1er janvier 2000
Au cours de l’année 1999, le Parti Socialiste et Ecolo annoncent qu’ils sont en faveur de la légalisation du mariage pour couples de même sexe. Les libéraux francophones et les sociaux-chrétiens n’acceptent cependant de donner leur accord qu’à la condition que le texte n’inclue pas le droit à la filiation et à l’adoption.

### Parcours législatif
- Mariage homosexuel
- Autre type de partenariat (ou concubinage)
- Cohabitant enregistré
- Mariage reconnu dans une mesure limitée mais non célébré
- Unions de personnes de même sexe non reconnues
- Mariage interdit par la Constitution

Alors que les Pays-Bas adoptent le mariage homosexuel le 1er avril 2001, le gouvernement belge commence à envisager une telle loi. En juin, le conseil des ministres approuve formellement le mariage pour le couples de même sexe, estimant que le mariage est aujourd’hui ressenti comme une relation formelle entre deux personnes ayant comme but principal la création d’une communauté de vie durable. En septembre, les démocrates-chrétiens flamands, alors dans l’opposition, décident de soutenir la proposition de loi. Cependant, le 30 novembre 2001, le Conseil d’État émet un avis négatif, déclarant que le « la figure juridique du mariage est définie comme étant l’union entre un homme et une femme » et que « seules les unions hétérosexuelles sont de nature à donner naissance à des enfants », qu’elles « ont davantage besoin de stabilité [cfr. statistiques ci-dessous] et ont une utilité sociale différente des unions homosexuelles » Les organisations homosexuelles et des ministres du gouvernement critiquent alors l’avis; socialistes et écologistes font connaitre leur intention de poursuivre le processus sans tenir compte de l’avis.
Le projet de loi du gouvernement est alors retiré et réintroduit le 28 mai 2002 en tant que proposition parlementaire — ce qui ne requiert pas l’avis du Conseil d’État — au Sénat par Jeannine Leduc (libéraux flamands), Philippe Mahoux (PS), Philippe Monfils (libéraux francophones), Myriam Vanlerberghe (socialistes flamands), Marie Nagy (Ecolo) et Frans Lozie (écologistes flamands). 
À la suite de la démission de la ministre Magda Aelvoet le 28 aout 2002, des élections sont convoquées et le sort de la loi devient incertain. Néanmoins, la proposition de loi passe au Sénat le 28 novembre 2002 par 46 votes contre 15 (70,77 %) et 4 abstentions.
Le 30 janvier 2003, la Chambre des Représentants vote par 91 voix contre 22 (74,59 %) et 9 abstentions,. Sur les 6 parlementaires du groupe cdH présents ce jour-là (sur 10), 2 votent contre, 4 s’abstiennent. Richard Fournaux et Jean-Pierre Grafé, deux homosexuels notoires, sont de ceux qui s'abstiennent. Joëlle Milquet arrivera quelques instants à peine après le vote. Sur les 14 parlementaires libéraux du groupe MR présents ce jour-là, 6 votent pour le projet de loi et 8 votent contre. Anne Barzin et Philippe Seghin sont de ceux qui s'opposent au projet de loi,.
Le roi des Belges Albert II signe et promulgue la loi le 13 février 2003. Elle parait le 28 février au Moniteur belge et entre en vigueur le 1er juin 2003. Le premier paragraphe de l’article 143 du Code Civil (Livre I, Titre V, Chapitre I) devient : « Deux personnes de sexe différent ou de même sexe peuvent contracter mariage ».
Le 20 octobre 2004, la Cour d’arbitrage (aujourd’hui Cour constitutionnelle) rejette une tentative faite par des opposant à la loi de la déclarer anticonstitutionnelle.

## Loi sur l’adoption
La loi sur le mariage homosexuel de 2003 ne permettait pas l’adoption par des partenaires de même sexe et la naissance dans un mariage homosexuel n’impliquait pas la filiation, le conjoint de même sexe du parent de naissance n’ayant aucun moyen de devenir le parent légal.
L’avis négatif rendu par le Conseil d’État, qui considère que le but premier du mariage est de servir de cadre à la procréation, est à l’origine de ce droit refusé aux homosexuels. Le gouvernement passe outre, jugeant, à l’instar de nombreuses associations, que si l’on ne refusait pas le droit au mariage aux personnes stériles ou ménopausées, il n’y avait pas lieu de le refuser aux homosexuels. Le 1er décembre 2005, une proposition de loi pour autoriser l’adoption est approuvée par la Chambre des représentants. Un projet de loi ouvrant l’adoption aux couples mariés ou cohabitant dans les mêmes conditions quel que soit leur sexe est adopté par la Chambre des représentants du Parlement fédéral belge le 2 décembre 2005 et par le Sénat le 20 avril 2006. La loi, après sanction royale le 18 mai, entre en vigueur 10 jours après sa publication officielle le 20 juin au Moniteur belge, soit le 30 juin 2006,.

## Statistiques
Le tableau suivant inclut les statistiques officielles par année et une comparaison par rapport à la population globale. Alors que la Belgique étant un des pays en Europe avec le fort taux de divorce, celui-ci est plus faible chez les couples homosexuels.
| Année     | Tous mariages | Tous divorces | Mariages LGBTQIA+ | Mariages LGBTQIA+ | Mariages LGBTQIA+ | Divorces LGBTQIA+ | Divorces LGBTQIA+ | Divorces LGBTQIA+ | Mariages hétéros | Divorces hétéros | % divorce chez les hétéros | % divorce chez les LGBTQIA+ |
| Année     | Tous mariages | Tous divorces | Total             | Gays              | Lesbiens          | Total             | Gays              | Lesbiens          | Mariages hétéros | Divorces hétéros | % divorce chez les hétéros | % divorce chez les LGBTQIA+ |
| --------- | ------------- | ------------- | ----------------- | ----------------- | ----------------- | ----------------- | ----------------- | ----------------- | ---------------- | ---------------- | -------------------------- | --------------------------- |
| 2004      | 43 296        | 31 405        | 2 138             | 1 244             | 894               | 18                | 9                 | 9                 | 41 158           | 31 387           | 76,26                      | 0,84                        |
| 2005      | 43 141        | 30 840        | 2 054             | 1 160             | 894               | 29                | 8                 | 21                | 41 087           | 30 811           | 74,99                      | 1,41                        |
| 2006      | 44 813        | 29 189        | 2 248             | 1 191             | 1 057             | 59                | 17                | 42                | 42 565           | 29 130           | 68,44                      | 2,62                        |
| 2007      | 45 561        | 30 081        | 2 300             | 1 189             | 1 111             | 184               | 73                | 111               | 43 261           | 29 897           | 69,11                      | 8,00                        |
| 2008      | 45 613        | 35 366        | 2 183             | 1 148             | 1 035             | 321               | 151               | 170               | 43 430           | 35 045           | 80,69                      | 14,70                       |
| 2009      | 43 303        | 32 606        | 2 132             | 1 133             | 999               | 371               | 158               | 213               | 41 171           | 32 235           | 78,30                      | 17,40                       |
| 2010      | 42 159        | 28 903        | 2 164             | 1 062             | 1 102             | 449               | 197               | 252               | 39 995           | 28 454           | 71,14                      | 20,75                       |
| 2011      | 41 001        | 27 522        | 2 141             | 1 108             | 1 017             | 493               | 202               | 291               | 38 860           | 27 029           | 69,55                      | 23,03                       |
| 2012      | 42 198        | 26 145        | 2 103             | 1 086             | 1 017             | 521               | 216               | 305               | 40 095           | 25 624           | 63,91                      | 24,77                       |
| 2004-2012 | 391 085       | 272 057       | 19 463            | 10 321            | 9 126             | 2 445             | 1 031             | 1 414             | 371 622          | 269 612          | 72,55                      | 12,56                       |